# Lijst van voetbalinterlands China - Noorwegen
Deze lijst van voetbalinterlands is een overzicht van alle officiële voetbalwedstrijden tussen de nationale teams van China en Noorwegen. De landen speelden tot op heden een keer tegen elkaar: een vriendschappelijke duel op 2 december 1992 in Guangzhou.

## Wedstrijden
| № | Plaats    | Datum           | Competitie        | Wedstrijd         | Uitslag |
| - | --------- | --------------- | ----------------- | ----------------- | ------- |
| 1 | Guangzhou | 2 december 1992 | Vriendschappelijk | China – Noorwegen | 2 – 1   |

## Samenvatting
| Competitie        | Totaal gespeeld | Winst China | Gelijk | Winst Noorwegen | Doelsaldo China – Noorwegen |
| ----------------- | --------------- | ----------- | ------ | --------------- | --------------------------- |
| Vriendschappelijk | 1               | 1           | 0      | 0               | 2 – 1                       |
| Totaal            | 1               | 1           | 0      | 0               | 2 – 1                       |

Wedstrijden bepaald door strafschoppen worden, in lijn met de FIFA, als een gelijkspel gerekend.

## Details

### Eerste ontmoeting
De eerste ontmoeting tussen de nationale voetbalploegen van China en Noorwegen vond plaats op 2 december 1992. Het vriendschappelijke duel, bijgewoond door 35.000 toeschouwers, werd gespeeld in het Tianhe Stadion in Guangzhou, en stond onder leiding van scheidsrechter Li Shaofeng uit China. Bij de Noren maakte verdediger Ole Einar Martinsen (Kongsvinger IL) zijn debuut voor de nationale ploeg.
| Vriendschappelijk (Guangzhou, China, 2 december 1992):                                                               |              | |
| China | 2 – 1        | Noorwegen |
| Bo Zhu 35' Peng Weiguo 51'                                                                                           | goals        | 85' Jostein Flo |
| Klaus Schlappner | bondscoach   | Egil "Drillo" Olsen |
| Fu Yubin Feng Zhigang Dong Liqiang Fan Zhiyi Li Bing Wu Qunli Hao Haidong 10' Cai Sheng Xie Yuxin Li Ming Bo Zhu 46' | opstellingen | Ola By Rise Ole Einar Martinsen Henning Berg Tore Pedersen 66' Stig Inge Bjørnebye 60' Jan Ove Pedersen Erik Mykland Bent Skammelsrud Kåre Ingebrigtsen Gøran Sørloth Frank Strandli |
| Li Xiao 10' Peng Weiguo 46'                                                                                          | wissels      | 60' Øyvind Leonhardsen 66' Jostein Flo |
| Liqiang Dong ??' | gele kaarten | |